# 論語くん
『論語くん』（ろんごくん）は、三谷幸広による日本の漫画である。2014年4月1日から『毎日小学生新聞』で、毎週月曜日〜金曜日（一部地域は火曜日～土曜日）に連載されている。2022年4月には連載2000回を迎えた。

## 概要

### 作品概要
本作は、おとなしく内弁慶な性格の少年・徳山寛が、教育ロボット・論語くんと共に『論語』を学びながら成長していく姿を描いた作品である。物語には論語くんが取り出す不思議なアイテムが数多く登場し、様々な困難に巻き込まれる寛とその友人達を助けつつ、論語の一節を紹介しアドバイスを送る。作中には多くのキャラクターが登場し、各話を繰り広げる。作者の三谷は、自身の小学校・中学校時代に友達がしていたことなども参考にしていると語っている。  
漫画作品の右側に出典・書き下し文・口語訳を掲載するという構成をとっており、各話は『論語』の一節が教訓となる6～10コマ程度の作品となっている。
第71話～第75話、第115話～第125話ではそれぞれ孔子の生涯をテーマとする作品が掲載された。

### 舞台設定
寛の家や、寛の通う学校が舞台となることが多い。家庭内やクラス内で起きる日常での出来事を描く。また、そのほかにも近所の河川敷やキャンプ場、空手教室など様々な場所でも物語が繰り広げられる。

#### 寛の家
寛は、自分の部屋で勉強したり読書したりすることが多い。また、家には数多くの装置が取り付けられた部屋があり、寛の父親はそこで実験や発明をしている。

### 第1話のあらすじ
漫画やゲームばかりする寛を心配した父親は論語くんを製作し、プレゼントする。論語くんは寛にプレゼントのお礼に親孝行をすることを提案し、病気にならないことが一番の親孝行だと考え、健康器具を取り出し寛に使わせる。しかし、それらは異常なほどの負荷がかかる代物であり、論語くんの設計ミスを疑う父親なのであった。

## 背景

### 誕生経緯
毎日小学生新聞編集部は連載漫画として、『論語』に関係したものを掲載したいと考えており、三谷に依頼した。三谷は『ドラえもん』の学習漫画などを手掛けており、古典を漫画で紹介する方法を知っていたので、特別『論語』に詳しかったわけではないが、喜んで引き受けたという。

### 制作の流れ
三谷が、使用する『論語』の一節を選びそれに合うストーリーを考える。その後、ラフを編集部に送り、監修の竹内に送る。竹内の『論語』の解釈に照らした意見をもとに三谷がストーリーを修正し、完成する。

## 登場人物

### 主要人物
論語くん（ろんご くん）寛のために製作された教育ロボット。振り出の扇子をふることで、必要なものを瞬時に取り出すことができる。論語頭脳、おっちょこちょい回路、論語眼などが搭載されており、多くのモーターによって動いている。寛に麩菓子をもらったことでそれが大好物になり、麩菓子のために正気を失うことも多々ある。パワーは約100万馬力で、身長は110cm、体重は26kgである。
徳山 寛（とくやま ひろし）論語くんと共に論語を学ぶ小学4年生の少年。漫画やゲームを好み、誘惑に負けることも多いが優しく、思いやりがある。委員会活動では代表委員を、クラス活動では生き物係を務める。勉強は苦手であるが、水泳が得意である。空手教室に通っているが実力はあまりない。将来の夢は宇宙飛行士。
天智礼子（あまち れいこ）寛が憧れるクラスメイトのしっかり者の女の子。勉強は比較的得意であるが、料理が大の苦手。委員会活動では副代表委員を、クラス活動では保健係を務める。将来の夢は医者。
自己 忠（じこ ちゅう）寛のクラスメイト。何でも自分のことしか考えない自己中心的な性格の持ち主。いたずらを仕掛けることが趣味。常に楽をすることを考えており、ずるい手を使うことも多く、しばしば論語くんによって懲らしめられている。絵が非常に上手く、美術の天才である。委員会活動では体育委員を、クラス活動では体育係を務める。邪論くん（後述）としばしば一緒に登場し、トラブルメーカーとなる。将来の夢はサッカー選手。
伊井仁（いい じん）寛のクラスメイト。非常に心優しい性格で、勉強熱心。真面目で素直であるが、信念と勇気が足りないのが欠点。クラス活動では、広報係を務める。将来の夢は小説家。第150話では弟が登場した。
牛鬼 龍虎狼（うしおに りゅうごろう）寛のクラスメイト。見た目は怖いが心は優しい。論語くんが取り出した激怒おじさんによって濡れ衣を着せられた寛や礼子を助けたことで、みんなの頼れる存在となる。怪力の持ち主であり、しばしば、物を壊してしまう。また、空手の実力も相当あり、師匠を凌ぐほどの腕前である。祖母と行動を共にすることも多く、座布団と湯飲みを持って登場する。犬・猿・雉・熊・亀など多くの動物をペットとして飼っている。アリと梅干が苦手。
美音山 笙（みねやま しょう）寛のクラスメイト。音楽の天才であり、ピアノから箏などの和楽器まで自由自在に弾きこなす。父親はすでに亡くなっている。将来の夢はアーティスト。
邪論くん（じゃろん くん）論語くんに対抗して忠の父親の会社で製作されたロボット。論語くんが『論語』の一節を紹介するのに対し、邪論くんは「おれ曰く～」と身勝手な意見を紹介する。剣を振り下ろすことで論語くんと同様、必要なものを取り出すことができる。

### 徳山家
寛のパパ論語くんを製作した人物である。発明を得意とし、いつも白衣を着ている。料理が苦手で、大量の目玉焼きの失敗作を作ったこともある。
寛のママ当時の寛のパパの頓珍漢なプロポーズを、一緒にいて楽しい人が好きという理由で受ける。夫婦仲は円満である。第1話では寛の将来を心配していた。

### 自己家
忠のパパお金持ちで、忠と同じく感じの悪い人物である。町長選挙に立候補したこともある。
忠の兄忠に対してカンニングのやり方を教えたことがある。

### 寛の学校関連
感事 以々造（かんじ いいぞう）寛のクラスメイト。容姿端麗で見た目は優しそうだが、心は優しくない。身勝手な行動や八方美人な態度で、周りからはあまり好かれていない。クラス活動では、風紀係を務める。
富豪 極美（ふごう きわみ）寛のクラスメイト。超お金持ちの令嬢。桁外れの財力で寛たちを驚かせる。極美の母親はいわゆる「ざます言葉」を使う。
出加井 太（でかい ふとし）寛のクラスメイト。超大食いで、体がかなり大きい。
乱暴 猛（らんぼう たける）6年生の乱暴者。みんなに怖がられている。
野平 坊一(のっぺら ぼういち）野平3兄弟の長男。6年生。鉢巻をすることで、顔がのっぺらぼうの様に見える。
野平 坊二（のっぺら ぼうじ）野平3兄弟の次男。5年生。マスクをすることで、顔がのっぺらぼうの様に見える。
野平 坊三（のっぺら ぼうぞう）野平3兄弟の三男。4年生。サングラスをすることで、顔がのっぺらぼうの様に見える。
謎野 謎人（なぞの なぞひと）第11話で登場。となりのクラスの住所も素性も分からない謎の人物。宇宙人に世界征服のアドバイスをしていた。
先生寛のクラス（4年1組）の担任。おっちょこちょいな性格である。
花咲(はなさき)先生4年2組の担任。優しそうな見た目をしているが、実は厳しい。
鬼神(おにがみ)先生4年3組の担任。非常に厳しく、生徒に恐れられている。

### その他
空手教室の先生寛や忠、牛鬼などが通う空手教室の指導者。牛鬼にコテンパンに負けた。
憲法くん（けんぽう くん）論語くんの兄弟ロボット。

## 単行本
2022年8月現在、単行本が1巻刊行されている。単行本収録時には、初出時にはなかったサブタイトルが付与されている。また、単行本には第26話が収録されておらず、下表における話数は第26話以降、実際の話数とは1話ずつずれる。
収録作品は以下の通り。なお、書誌情報については後節の書誌情報を参照。
| 話数 | サブタイトル                             | 出典         |
| ---- | ---------------------------------------- | ------------ |
| 1    | 論語くん、初登場の巻                     | 為政第二     |
| 2    | ウソはばれるの巻                         | 為政第二     |
| 3    | 大うそつきの自慢屋は嫌われるの巻         | 学而第一     |
| 4    | 抜け道でゾンビにつかまるの巻             | 為政第二     |
| 5    | 激怒おじさんに追いかけられるの巻         | 衛霊公第十五 |
| 6    | 遠足のお弁当はおいしいの巻               | 学而第一     |
| 7    | 秘密基地をつくるの巻                     | 為政第二     |
| 8    | ゲームに飽きたら羽子板の巻               | 為政第二     |
| 9    | どうやって勉強したらいいのかなの巻       | 為政第二     |
| 10   | UFOキャッチャーで勝負！の巻              | 学而第一     |
| 11   | 世界征服をたくらむの巻                   | 学而第一     |
| 12   | 徹夜でテスト勉強の巻                     | 学而第一     |
| 13   | ケーキ大爆発の巻                         | 為政第二     |
| 14   | 電車で席を譲ったら…の巻                  | 為政第二     |
| 15   | 二人三脚の練習の巻                       | 為政第二     |
| 16   | 騎馬戦で活躍？の巻                       | 里仁第四     |
| 17   | 財布を拾っちゃった！の巻                 | 里仁第四     |
| 18   | 人気者になれるかなの巻                   | 里仁第四     |
| 19   | 席替えの巻                               | 里仁第四     |
| 20   | おっちょこちょいは誰だ！の巻             | 里仁第四     |
| 21   | くだらないことがしたくなってもの巻       | 里仁第四     |
| 22   | 大きな夢ってどんな夢？の巻               | 里仁第四     |
| 23   | ひとりぼっちは怖くないの巻               | 里仁第四     |
| 24   | どっちを選ぶ？の巻                       | 里仁第四     |
| 25   | 親孝行ってなんだ？の巻                   | 里仁第四     |
| 26   | 親はいつまでも元気？の巻                 | 為政第二     |
| 27   | 補欠はつらいよの巻                       | 里仁第四     |
| 28   | 自己中にもほどがあるの巻                 | 里仁第四     |
| 29   | 大きくなったら何になる？の巻             | 里仁第四     |
| 30   | おばけ屋敷にボールが入っちゃった！の巻   | 里仁第四     |
| 31   | 正しいことを言ってどうして嫌われる？の巻 | 里仁第四     |
| 32   | 実力不足であわてるの巻                   | 里仁第四     |
| 33   | ママがパパと結婚した理由の巻             | 雍也第六     |
| 34   | ギターが上手くなりたい！の巻             | 雍也第六     |
| 35   | 何事もほどほどにの巻                     | 雍也第六     |
| 36   | 時代劇にはまるの巻                       | 述而第七     |
| 37   | マラソン練習の巻                         | 述而第七     |
| 38   | 消しゴムの角が好き！の巻                 | 述而第七     |
| 39   | 自己忠、人の為に働くの巻                 | 公冶長第五   |
| 40   | 近道は怖い？の巻                         | 述而第七     |
| 41   | 学校に持ってきてはいけないの巻           | 雍也第六     |
| 42   | 人が嫌がることはやらない？の巻           | 公冶長第五   |
| 43   | 思いやりはどうやればもてる？の巻         | 述而第七     |
| 44   | みんなでテントを張る！の巻               | 述而第七     |
| 45   | キャンプでカレーを作ろう！の巻           | 公冶長第五   |
| 46   | 釣りでハプニングの巻                     | 公冶長第五   |
| 47   | 先生にいたずらをしかけるの巻             | 公冶長第五   |
| 48   | カッパはきゅうりが好き？の巻             | 顔淵第十二   |
| 49   | プレゼントを選ぶの巻                     | 為政第二     |
| 50   | 親を心配するの巻                         | 泰伯第八     |
| 51   | 威張るけちんぼの巻                       | 先進第十一   |
| 52   | 本当の釣り名人は誰だ？の巻               | 先進第十一   |
| 53   | 体育でダンス！の巻                       | 公冶長第五   |
| 54   | 算数テストで忘れものの巻                 | 公冶長第五   |
| 55   | 捨てたバッグに答案が…の巻                | 子罕第九     |
| 56   | 空手教室に入部の巻                       | 子罕第九     |
| 57   | 知恵の輪の巻                             | 子罕第九     |
| 58   | 宇宙の果てはどうなってるの？の巻         | 泰伯第八     |
| 59   | あぶないことをしすぎるとの巻             | 顔淵第十二   |
| 60   | クラスの代表に選ばれるの巻               | 先進第十一   |
| 61   | ボランティアでゴミ拾いの巻               | 顔淵第十二   |
| 62   | みんなでテスト勉強の巻                   | 顔淵第十二   |
| 63   | 給食が台なし！の巻                       | 公冶長第五   |
| 64   | 遠足はどこに行こう？の巻                 | 子罕第九     |
| 65   | ウシオニくんが映画に出演？の巻           | 郷党第十     |
| 66   | 恥ずかしい夢の巻                         | 憲問第十四   |
| 67   | 発表会の劇を決めるの巻                   | 憲問第十四   |
| 68   | おこづかいが少ない！の巻                 | 憲問第十四   |
| 69   | コンクールに出たい！の巻                 | 憲問第十四   |
| 70   | 論語くんのなりたちの巻                   | 子路第十三   |

## 登場したアイテム
論語くんは、振り出の扇子で数多くの不思議なものを取り出すことができる。ここではその一部を五十音順に紹介する。なお、( )内に登場話を明記した。
- 悪運（第281話）ながら歩きをして危険を顧みない忠たちを懲らしめるために取り出された。暴走車や緊急着陸する航空機、エンジン故障を起こしたUFO が次々と忠たちを襲った。
- 頭を下げる機械（第184話） ランドセルに手が取り付けられた装置。背負うと、強制的に頭を下げさせられる。
- 石頭ロボ（第32話） 融通のきかない杓子定規なロボット。
- いやなことが聞こえなくなる耳せん（第163話） 自分に都合の悪いことが全て聞こえなくなる耳栓。
- 宇宙の果てに行けるトンネル（第59話） くぐることで、宇宙の果てを観測できるトンネル。ブラックホールのように、あらゆるものを吸い込む。
- 閻魔大王（第64話） 邪論くんの取り出したなまはげに対抗して取り出された、全員を地獄行きにする閻魔大王。
- 大男（第47話） 釣り竿に引っ張られる寛を助けるために取り出された大男。
- 思いやり軍団（第241話） 忠に思いやりの心を持たせるために取り出された、たくさんの牛鬼で構成された軍団。
- 空っぽグッズ高級品（第29話） 筆箱や弁当箱、バッグなど、中身がないグッズの高級品。
- 感動的なすごい人の話（第22話） リンカーンや、野口英世、森鷗外などの伝記。しかし、飯尾食宇造（めしおくうぞう）という大食漢といった、変わった人物の伝記もある。
- 完ぺき親孝行息子（第25話） 親に対して完璧な親孝行をすることができる少年。
- 激怒おじさん（第5話） 野球ボールをぶつけられたことで激怒しているおじさん。誰彼構わず叱りつける。
- 健康器具（第1話） ダンベルや100kgのランドセル、超高速ルームランナーなどで体を鍛えることができる。
- 健康グッズ（第293話）寛のパパの加齢を心配し、いつまでも若くいてもらうために取り出された。補聴器やサプリメント、入れ歯などのグッズ一式。
- 心の声のプラカード（第110話） 心の中で思っていることがプラカードに表示される。
- サーカスの人（第60話） 火の輪くぐりや空中ブランコを指導してくれるサーカス団員。
- 裁判官（第65話） 邪論くんの取り出した弁護士に対抗して取り出された、的確な判決を下す裁判官。
- 催眠術師（第83話） どんな催眠でもかけることができる催眠術師。
- 初心者教室（第35話）「赤ちゃんリズム教室」と題した、赤ちゃんがガラガラを鳴らす教室。
- 仁くん忠くんミックス人間（第76話） 仁の欠点（信念と勇気が足りない）と、忠の欠点（真面目さと素直さ足りない）とが合わさった人間。
- 信頼のひも（第15話） 相手と自分とを結びつけることで、互いに離れなくすることができる。
- 世界一のギャグすべりおじさん（第21話） くだらない駄洒落を次々に言う、奇妙な格好をしたおじさん。
- 責任の石（第209話） 自分が背負っている責任の重大さを物理的に示してくれる巨大な石。
- ゾンビ（第4話） 狙ったものを追いかけるゾンビ。
- タイムトンネル（第71話） トンネル内には長い道があり、一方に進めば未来に、反対側に進めば、過去に行ことができる。１m進むごとに1年の時間旅行ができる。
- 中学生迷路（第140話） 立派な中学生になれるかどうかを占うことができる巨大迷路。迷路の中には複数の質問があり、誤った回答をして先に進むとスタートからやり直しになる。
- 忠くん軍団（第52話） 忠に自らの行いを反省させるために取り出された、たくさんの忠で構成された軍団。
- 忠告星人（第130話） 迷惑なことをしている人に対して忠告をする。ただ、その方法は少々強引である。
- 超強力掃除機（第2話） 凄まじいパワーでものを引き寄せることができる。
- 遠山の銀さん（第37話） 悪人に厳しい町奉行。遠山の金さんのパロディである。
- トゲトゲ消しゴム（第39話） ウニのような形をした消しゴム。
- ねずみ小僧次郎吉（第69話） 金持ちから盗みを働き、貧しい人に与える。物語中では、忠の財布を盗み、寛にあげていた。
- 半魚人（第33話） 泳いでいる人を追いかけ、威嚇する半魚人。
- 秘密基地（第7話） 何でも好きな事ができるド派手な秘密基地。
- 寛くんの人生の階段（第81話） 寛に先を見通した計画の大切さを伝えるために取り出された階段。土台部分の勉強ができていなっかたので、足元から崩れて上ることができなかった。
- 未来が見えるテレビ[注 4]（第96話） 未来の出来事を見ることができる。いつの出来事を見たいかはリモコンで調節することができる。
- 名コーチ（第28話） 厳しい指導をする卓球のコーチ。
- 物知り男（第55話） どんなことでも知っている物知りな男。
- 理想のリーダー（第153話） みんなが快適に過ごせるようにみんなを導いてくれる理想的なリーダー。
- UFO （第3話） 宇宙にすぐに行くことができる。

## 書誌情報
- 三谷幸広（まんが）・竹内貴久雄（監修） 『論語くん』 毎日新聞出版、既刊1巻（2022年8月現在）
  1. 2015年7月18日発売[16]、ISBN 978-4-620-32313-8